# Kevin Clash
Kevin Jeffrey Clash (Baltimore (Maryland), 17 september 1960) is een Amerikaans poppenspeler die bekend is van zijn werk met Jim Hensons Muppets, zoals zijn personages Clifford en, met name, Elmo.
In 1979 reed er in de Macy's Thanksgiving Day Parade naast een Sesamstraat-praalwagen een wagen mee die in het teken stond van de nieuwe bioscoopfilm The Muppet Movie. Omdat er te weinig Muppet-poppenspelers waren voor beide wagens werden er extra spelers ingehuurd, waaronder Clash. Richard Hunt zag zijn talent en adviseerde hem gebruik te maken van het feit dat hij Afro-Amerikaans is. De crew bij Henson Associates bestond uit blanken, wat inhield dat eventuele buitenlandse of Afro-Amerikaanse personages ook steevast door blanken werden gespeeld. Het werkte en vanaf 1984 werkte Clash voor vast mee aan Sesamstraat.
Midden jaren 80 was Richard Hunt wederom belangrijk voor de carrière van Clash. Hunt speelde al een tijd het personage Elmo, terwijl hij meer van de wat minder schattige personages hield. Op een dag was hij het personage zo zat dat hij het in de handen smeet van de eerste de beste die hij zag zitten in de relaxruimte bij de set van Sesamstraat. Dit was Clash, die er uiteindelijk het populairste Sesamstraat-personage van maakte.
Clash fungeerde jaren als "Muppet captain", degene die nieuwe poppenspelers inwerkt. Dit deed hij wereldwijd. Zo trainde hij tezamen met Bert Plagman de Nederlandse poppenspelers Eric-Jan Lens en Jogchem Jalink alvorens zij bij Sesamstraat begonnen.
Zijn overige personages zijn onder andere Clifford, Hoots the Owl, Baby Sinclair uit Dinosaurs en Splinter uit Teenage Mutant Ninja Turtles deel 1 en 2.
In november 2012 werd Kevin Clash beschuldigd van relaties met minderjarige jongens. Later die maand stopte hij na 28 jaar met zijn werk voor Sesamstraat, volgens eigen zeggen met als reden dat de zaak de aandacht afleidde van het belangrijke werk dat Sesamstraat verricht.
Vanaf 2018 speelde Kevin Clash weer mee in Henson producties zoals The Happytime Murders (2018) en The Dark Crystal: Age of Resistance (2019). 

- Biblioteca Nacional de España: XX1740379
- Bibliothèque nationale de France: cb14165027c (data)
- International Standard Name Identifier: 0000 0000 7779 2799
- Library of Congress Control Number: n98095085
- MusicBrainz: afd04e4d-60b6-4c99-bc0d-6d04b0e78cbf
- Nederlandse Thesaurus van Auteursnamen: 297449680
- Virtual International Authority File: 38695878
- WorldCat: E39PBJptXV7pm3rdDcqBQXCqQq